# Hadramaute

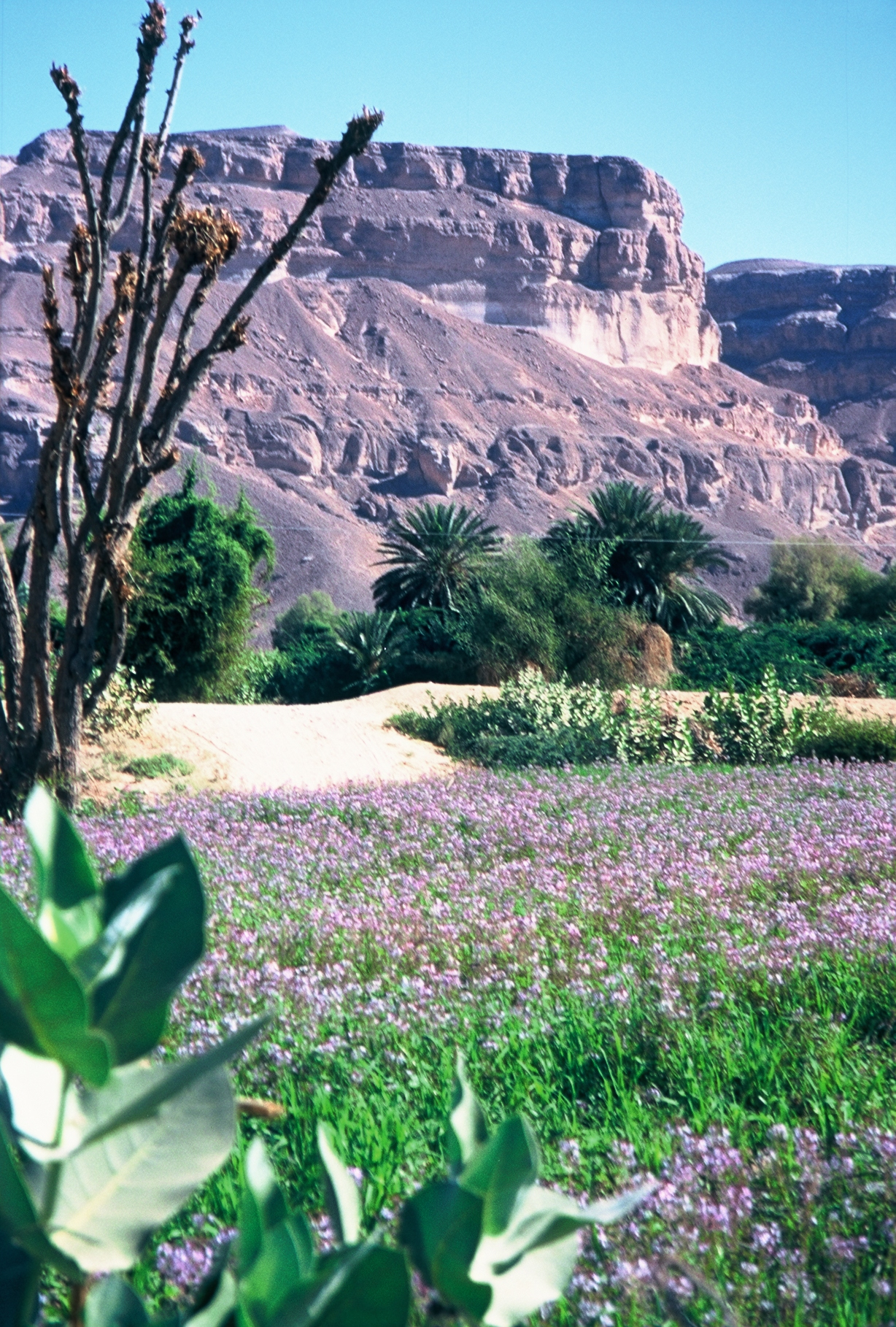
Região próxima a Sayun, no vale do Hadramaute

O Hadramaute ou Hadramute (em árabe حضرموت, AFI: [Ḥaḍramawt]) é uma região história do sul da península Arábica, ao longo do golfo de Adém, no mar da Arábia, estendendo-se para leste do Iêmen à região de Zufar, no Omã. A província de Hadramaute, na República do Iêmen, recebe o nome por estar situada nesta região.

## Etimologia
A origem do nome Hadramaute não é conhecida ao certo. Existem diversas teorias; uma delas seria de que a região teria levado o nome de um dos apelidos de Amar ibne Catane, que significava "a morte chegou", do árabe /ḥaḍara/  ("has come") e /maut/ ("morte"), apelido que se devia ao motivo de que quando ele entrava numa batalha, muitas pessoas morriam.
Outra teoria relaciona o nome a Hazar-Mavé, presente no Livro do Gênesis (10:26) e no Livro de Crônicas (I, 1:20), na Bíblia (significando "corte da morte", de acordo com diversos dicionários bíblicos). Lá, Hazar-Mavé é o nome dum dos filhos de Joctã, um dos filhos de Sem na tabela que indica os filhos de Noé, em Gênesis 10 - representando os fundadores das nações vizinhas, como Sabá, também filho de Joctã. Como a Arábia do Sul foi uma das terras natais da subfamília linguística semítica meridional, uma origem semita para o nome é altamente improvável. Se o nome realmente refletiu alguma convenção bíblica ou pré-bíblica do Oriente Médio, esta possível origem teria de ser realmente antiga, anterior tanto ao islamismo quanto à civilização greco-romana.
Uma terceira teoria é a de que o nome teria derivado do grego υδρευματα (hydreumata), referindo-se às 'estações de água' fechadas (e frequentemente fortificadas) nos uádis. Um hydreuma, no singular, é um poço ou estação de água fortificada ao longo de uma rota de caravanas. Juris Zarins, que redescobriu no Omã a cidade que se supõe que seja Ubar, antiga capital comercial da Rota do Incenso, descreveu este sítio num entrevista para a série de televisão Nova:
O sítio que descobrimos em Shisur era um tipo de fortaleza/centro administrativo, erguido para proteger o fornecimento de água das tribos beduínas. Ao redor do sítio, até cerca de seis milhas de distância, estavam pequenas aldeias, que serviam como acampamentos de menor tamanho para as caravanas. Um interessante paralelo pode ser feito com os poços de água fortificados do Deserto Oriental no Egito, nos tempos romanos; lá, eles eram chamados de hydreumata.

## Geografia

Reino do Hadramaute (em violeta) no século III

Rigorosamente, o termo Hadramaute se refere às regiões históricas dos sultanatos Coaiti e Catiri, protetorados britânicos dentro do Protetorado de Adém, supervisionados pelo British Resident, de Adém, até sua abolição com a independência do Iêmen do Sul em 1967, A atual província do Hadramaute, na República do Iêmen, incorporou o antigo território dos dois sultanatos, consistindo de uma planície costeira estreita e árida, limitada pela escarpa íngreme de um amplo platô (média de 1 370 metros de altitude), com uma rede ampla de uádis (rios sazonais) profundos. A fronteira norte do Hadramaute desce até o deserto do Rub' al Khali, na Arábia Saudita.
Num sentido mais amplo, o Hadramaute também inclui o território de Mahra, a leste, até a fronteira contemporânea com o Omã. Isto engloba as atuais províncias de Hadramaute e Mahra em sua totalidade, assim como partes da província de Shabwah.
Os hadramitas vivem em cidades densamente povoadas, centradas ao redor das tradicionais estações de água ao longo dos uádis. Cultivam o trigo, milhete, tamareiras e coqueiros, além de café. No platô, beduínos criam cabras e ovelhas. A sociedade ainda é primariamente tribal, com a antiga aristocracia Saíde, que alega descendência de Maomé, tradicional e estritamente em sua observância islâmica, altamente respeitada tanto em assuntos religiosos quanto seculares. A emigração do Hadramaute, desde o início do século XIX, estabeleceu grandes comunidades hadramitas no Sul e no Sudeste da Ásia, como por exemplo em Hiderabade, Batecala, Malabar, Java, Sumatra, Málaca e Singapura. O primeiro-ministro timorense, por exemplo, Mari Alkatiri, tem descendência hadramita. Os hadramitas também se estabeleceram na costa do Leste da África, e dois antigos políticos quenianos, Shariff Nasser e Najib Balala, tinham descendência hadramita.

## Reino de Hadramaute (século VIII a.C.-300 d.C.)
As primeiras inscrições conhecidas de Hadramaute são do século VIII a.C. Foi citado pela primeira vez por uma civilização estrangeira, em uma inscrição sabeia antiga de Carabil do início do século VII a.C., em que o Rei de Hadramaute, Iadail, é mencionado como sendo um dos seus aliados. Quando os Mineanos assumiram o controle das rotas de caravanas no século IV a.C., no entanto, Hadramaute tornou-se um de seus Estados confederados, provavelmente devido a interesses comerciais. Ele mais tarde se tornou independente e foi invadido pelo reino em expansão de Himiar em torno do século I a.C., mas foi capaz de repelir o ataque. Hadramaute anexou Catabã na segunda metade do século II d.C., atingindo o seu maior tamanho. Durante este período, Hadramaute esteve continuamente em guerra com Himiar e Sabá, e o rei de Sabá Sha'irum Awtar foi ainda capaz de tomar a sua capital, Shabwa, em 225. Durante este período o Reino de Axum começou a interferir nos assuntos do sul da Arábia. O Rei Gedara de Axum (GRDT) então ordenou o envio de tropas sob o comando de seu filho, Beigat (BYGT), para a costa ocidental a fins de ocupar Zafar, a capital himiarita, bem como da costa sul contra Hadramaute como aliados de Sabá. O reino de Hadramaute acabou por ser conquistado pelo rei himiarita Shammar Yuhar'ish cerca de 300 d.C., unificando todos os reinos sul-árabes.

## História recente

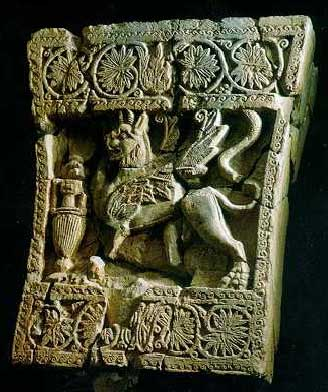
Antiga escultura de um grifo, do palácio real em Shabwa, antiga capital do Hadramaute

Os sultões Qu'aiti governaram a maior parte do Hadramaute, sob um protetorado britânico, o Protetorado de Adém, de 1882 a 1967, quando o Hadramaute foi anexado pelo Iêmen do Sul.
A dinastia Coaiti foi fundada por Omar ibne Auade Coaiti, da tribo Yafa’i, da Arábia do Sul, cuja riqueza e influência como jemadar hereditário do Nizam das forças armadas do Hiderabade permitiu-lhe estabelecer a dinastia na segunda metade do século XIX, ganhando o reconhecimento britânico de seu domínio na região. O governo britânico e o sultão Ai ibne Sale assinaram um tratado em 1937, apontando o governo da Grã-Bretanha como "conselheiro" do Hadramaute. Os britânicos o exilaram em Adém em 1945, porém o protetorado durou até 1967.
Neste ano, a antiga colônia britânica de Adém e o antigo Protetorado de Adém, incluindo o Hadramaute, tornaram-se um estado comunista independente, a República Popular do Iêmen do Sul, posteriormente chamada de República Democrática Popular do Iêmen. O Iêmen do Sul, juntamente com o Hadramaute, se uniu ao Iêmen do Norte, em 1990, formando a República do Iêmen.
A capital e maior cidade da província iemenita do Hadramaute é o porto de Mucala. A população do país tem se aglomerado nas cidades hadramitas: Mucala passou de uma população de 122 400 habitantes em 1994 para 174 700 habitantes em 2003, enquanto o porto de Axair passou de 48 600 para 69 400 habitantes no mesmo período.